# Abade Arede
João Domingues Arêde, conhecido como Abade Arede, (Macieira de Alcoba, 11 de dezembro de 1869 — outubro de 1953) foi um sacerdote em Cucujães (de 1900 até 1932), abade e historiador português. João Domingues Arêde dedicou grande parte da sua vida à estudos regionais. Foi sepultado do cemitério de Cucujães.

## Obras
- Subsidiário moral para a educação e instrução da juventude luso-brasileira; Porto: Figueirinhas, 1912
- Cucujães; pref. A. J. Ferreira da Silva; Porto: Ed. Emp. Gráf. A Universal, 1914
- Estudos sobre antiguidades dos povos da Terra de Santa Maria da Feira e etnologia e etiologia da região do Caramulo; Coimbra: Imprensa da Universidade, 1919
- Cucujães e mosteiro com seu couto nos tempos medievais e modernos; Famalicão: Tip. Minerva, 1922
- Estudos regionaes: Subsídios para a história da antiga terra do Prestimo e terras que foram do seu termo (...); 1925
- Manual de instrução moral e cívica; Cucujäes: Esc. Tip. do Seminário das Missões, 1935
- Museu arqueológico e etnológico de Cucujães - breve notícia histórica da freguesia e via do Couto de Cucujães e catálogo do seu museu; Cucujães: Esc. Tip. do Seminário das Missões, 1935
- Subsídios para a história de Macieira de Alcoba, do concelho de Águeda; Coimbra: 1940
- Memórias: esboço de uma autobiografia; Coimbra: Coimbra Editora, 1947
- Breves apontamentos sobre a terra de Loureiro; Coimbra: Coimbra Editora, 1949
- Santa Maria de Ul; Coimbra: Coimbra Editora, 1951
- Madaíl, do concelho de Oliveira de Azeméis, bispado do Porto; Coimbra: Ofic. Gráf. da Coimbra Editora, 1953